# Valerij Rjumin
Valerij Viktorovič Rjumin (16. srpna 1939 Komsomolsk na Amuru, SSSR – 6. června 2022) byl sovětský a ruský kosmonaut, 84. člověk ve vesmíru. Létal na Sojuzech a jednou v americkém raketoplánu.

## Život
Otec byl soustružníkem a před válkou odjel se svou ženou stavět v tajze u Amuru nový závod Komsomolsk, stavbu mládeže předválečných ler. Syn Valerij po ukončení základní školy vystudoval průmyslovou školu a po vzoru otce se stal technologem pro opracovávání kovů zastudena. Byl mistrem i technologem. Pak byl povolán do základní vojenské služby. Stal se na tři roky velitelem tanku hlavně u tankového pluku v Ázerbájdžánu.
V roce 1961 se dostal na fakultu elektroniky a výpočetní techniky a později se ocitl v konstrukční kanceláři Sergeje Koroljova a plně se věnoval kosmické technice se zaměřením na orbitální stinice. V době letů Sojuzů byli na oceány vysíláni technici na výzkumných lodích. I on se takto plavil na lodi Akademik Sergej Koroljov, aby monitoroval let Sajlutu 4 jako náčelník spojení. Pak byl zařazen do oddílu kosmonautů s přezdívkou „Dlouhán“, protože vynikal mezi nimi vytáhlou postavou.

## Lety do vesmíru
Poprvé letěl ve funkci palubního inženýra roku 1977 v Sojuzu 25 pod Kovaljonokem, let patřil mezi nepovedené, protože se jim nepodařilo spojit se Saljutem 6 a museli se předčasně vrátit k Zemi. Za rok a půl letěl znovu v Sojuzu 32, spolu s ním z Bajkonuru startoval Vladimir Ljachov. Spojení se Saljutem 6 tentokrát bylo v pořádku a na této orbitální stanici strávil půl roku. Během této doby se k nim připojilo několik nákladních lodí. Dolů se vrátil v Sojuzu 34. A za dalšího půl roku, v dubnu 1980 odstartoval na třetí let v Sojuzu 35. Velitelem mu byl Leonid Popov. Pracovali půl roku na Saljutu 6 v době, kdy sem v rámci programu Interkosmos přiletěla a odletěla řada mezinárodních posádek a také řada nákladních lodí..
Dočkal se ještě čtvrtého letu ve věku téměř 60 let na americkém raketoplánu Discovery STS-91. Posádka byla sedmičlenná, mezinárodní. Cílem letu bylo zásobit mezinárodní stanici Mir vodou a potravinami. Strávil ve vesmíru při svých čtyřech letech více než rok – 371 dní.
- Sojuz 25 (9. říjen 1977 – 11. říjen 1977)
- Sojuz 32, Sojuz 34 (25. únor 1979 – 19. srpen 1979)
- Sojuz 35, Sojuz 37 (9. duben 1980 – 11. říjen 1980)
- Discovery STS-91 (2. června 1998 – 12. června 1998)

## Po letech
Brzy po skončení svého čtvrtého letu opustil oddíl kosmonautů. V roce 2003 byl zástupcem náčelníka hlavního konstruktéra ruské společnosti Eněrgija.

## Vyznamenání

### Sovětská a ruská vyznamenání
- Hrdina Sovětského svazu – 19. srpna 1979 a 11. října 1980
- Leninův řád – 19. srpna 1979, 1979 a 11. října 1980
- Řád Za zásluhy o vlast IV. třídy – 1. července 1999 – za zásluhy o stát, vysoké úspěchy v průmyslové činnosti a velký přínos k posílení přátelství a spolupráce mezi národy[5]
- Medaile Za zásluhy při objevování vesmíru – 12. dubna 2011 – za velké zásluhy v oblasti výzkumu, vývoje a využívání kosmického prostoru, mnoho let svědomité práce a za aktivní sociální činnost[6]

### Zahraniční vyznamenání
- Hrdina Maďarské lidové republiky – 1980
- Hrdina práce – 1980
- Hrdina Kubánské republiky – 1980[7]
- Řád Ho Či Mina – Vietnam, 1980
- Řád Playa Girón – Kuba, 1980[7]
- Řád přátelství II. třídy – Kazachstán, 2001